# Sean Evans

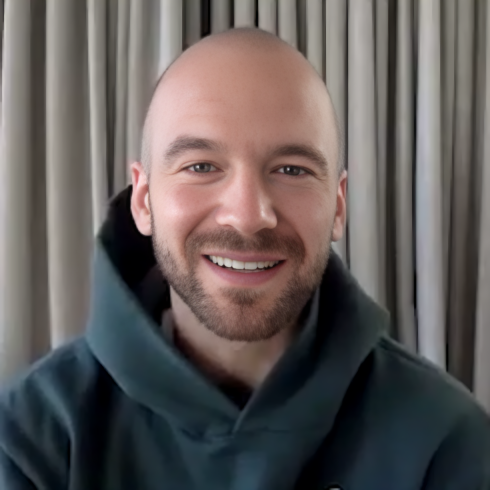
Sean Evans (2021)

Sean Evans (* 26. April 1986 in Evanston, Illinois) ist ein US-amerikanischer Moderator und Produzent, der durch das von ihm mitgestaltete und moderierte Youtube-Format Hot Ones bekannt wurde.

## Leben
Evans ist der Sohn von Donna Arthofer und Michael Evans. Er hat einen Bruder namens Gavin.
Er besuchte bis 2004 die Crystal Lake Central High School, an der er American Football und Baseball spielte. Im Anschluss studierte er Rundfunkjournalismus an der University of Illinois in Urbana-Champaign, die er im Jahr 2008 mit einem Bachelor of Arts abschloss; ein Professor gab ihm den Ratschlag, Wettermoderator zu werden.
In seiner Kindheit bewunderte Evans Talkshow-Moderatoren wie Howard Stern, Jimmy Kimmel, David Letterman und Adam Carolla. Eine Kindheitserinnerung von Evans ist, das sein Vater regelmäßig Sendungen von David Letterman unter der Woche aufnahm und diese dann am Samstag am Stück schaute.
Zwischen 2023 und 2024 war Evans kurzzeitig mit der Erotikfilm-Darstellerin Melissa Stratton liiert.

## Karriere
Bevor Evans seine Karriere als Moderator begann, arbeitete er als Werbetexter für die Tourismusbehörde von Chicago. Freiberuflich arbeitete er nebenbei für das Complex Magazine und führte Interviews mit Prominenten wie 2 Chainz und Stephen Curry in New Orleans durch. Die Herausgeber des Magazins mochten seine Interviews und boten ihm eine Vollzeitstelle an; er kündigte als Werbetexter und zog einen Monat später nach New York City.
Evans ist seit 2016 Gastgeber von Hot Ones. In dem Youtube-Format interviewt er Prominente, während er und seine Gäste immer schärfer werdende Hähnchenflügel essen (engl. hot wings, spicy wings).
Die Idee zu dem Format entstand bei einem Treffen zwischen Evans und dem Geschäftsführer von First We Feast, Chris Schonberger, bei dem beide darüber nachdachten, wie sie Interviews mit Prominenten moderner gestalten könnten. Evans und Schonberger erkannten, dass „ihr Konzept den Vorteil bietet, die Hemmungen der Gäste abzubauen […] und die üblichen Late-Night-TV-Themen beiseite zu lassen“, wenn während des Interviews
Hähnchenteile gegessen werden, deren Schärfegrad mit jeder Runde steigt. In einem Vanity-Fair-Artikel über Evans aus dem Jahr 2022 sagte dieser: „Berühmtheit ist per Definition so unerreichbar, wissen Sie? Aber was ist normaler, als an scharfer Soße zu sterben?“ Schonberger ergänzte: „Ich fand es einfach lustig […] Dann sahen wir, wie diese Magie im Raum entstand“.
Hot Ones erreicht regelmäßig Millionen Aufrufe pro Folge auf YouTube und hat den Slogan „Es ist die Sendung mit heißen Fragen und noch heißeren Flügeln“, der von Evans zu Beginn jeder Sendung wiederholt wird. In jeder von Complex Media Networks produzierten Folge, zu der auch First We Feast gehört, essen Evans und ein Gast zehn Hähnchenflügel – oder vegane Ersatzprodukte – die jeweils mit einer anderen scharfen Soße zubereitet wurden, die schärfer als die vorherige ist. In jeder Staffel ändert sich die Auswahl der scharfen Soßen (engl. hot sauce), mit Ausnahme der Soße für den achten 
Flügel („Da Bomb Beyond Insanity“) und der des letzten, zehnten Flügels: „The Last Dab“. Die letzte Soße wird für Hot Ones von dem in Brooklyn ansässigen Hersteller Heatonist entwickelt und vertrieben. Der Begriff „The Last Dab“ bezieht sich auf eine Tradition innerhalb der Show, bei der Evans und sein Gast den letzten Flügel mit einem zusätzlichen „Klecks“ der namensgebenden Soße „betupfen“.
Evans hat inzwischen Hunderte von Prominenten interviewt, darunter Shaquille O’Neal, Conan O’Brien, Ed Sheeran, Justin Timberlake, Cate Blanchett, Billie Eilish, Matt Damon, Kevin Hart, Kristen Stewart, Gordon Ramsay, Post Malone, Dua Lipa, Neil deGrasse Tyson, Scarlett Johansson, Noel Gallagher, Salma Hayek und Jimmy Kimmel. Evans’ Folge mit Paul Rudd im Jahr 2019 brachte das Internet-Meme „Look at us“ hervor.
In anderen Formaten für First We Feast tat sich Evans mit dem dänischen Entertainer Claus Pilgaard („Chili Klaus“) zusammen, einer Internet-Persönlichkeit im Bereich des „Scharfen Essens“ (Chilismagning), um eine Carolina-Reaper-Chilischote mit 1.569.300 Scoville zu essen, die von Ed Currie gezüchtet wurde. Evans und Pilgaard  kamen in einer weiteren Folge erneut zusammen, um die Schote dieses Mal während einer Fahrt in einer Pferdekutsche im Central Park von New York City zu sich zu nehmen.
Am 19. Juli 2019 warf Evans als Ehrengast den ersten Pitch bei einem Baseballspiel zwischen den Chicago Cubs und den Pittsburgh Pirates im Wrigley-Field-Stadion. Im Jahr 2020 begann Evans mit der Moderation von Hot Ones: The Game Show, einer auf Hot Ones basierende Quizsendung, die auf TruTV ausgestrahlt wurde. Er war zwischen 2017 und 2018 auch in 50 Folgen von Sean in the Wild zu sehen.
Evans wurde 2021 in einem Saturday Night Live-Sketch von Mikey Day parodiert, der eine fiktive Hot Ones-Folge mit Beyoncé zeigt, gespielt von Maya Rudolph, die am Ende des Sketches einen Nervenzusammenbruch erleidet, weil sie mit der Schärfe nicht umgehen kann. Im Juni 2022 hatte Evans einen Cameo-Auftritt in einer Folge des Apple TV+-Formats Loot, die den Sketch mit vertauschten Rollen wiederholte. Dieses Mal interviewt die ebenfalls von Maya Rudolph gespielte Hauptfigur Evans und erleidet erneut am Ende einen Nervenzusammenbruch aufgrund der Schärfe.
Am 25. Mai 2021 wurde Evans für den Daytime Emmy Award in der Kategorie „Outstanding Entertainment Talk Show Host“ nominiert. Zu anderen Internet Entertainment Awards gehören der Shorty-, der Lovie- und der Webby-Award.
In einem Interview mit dem Esquire im Jahr 2021 äußerte sich Evans über die Zukunft von Hot Ones wie folgt: „Ich fühle mich in gewisser Weise dem Ende näher als dem Anfang. Wir machen die Serie schon sehr lange und ich bin mir nicht sicher, ob ich irgendetwas auf dem Tisch liegen lasse. Von Hot Ones wurden bereits zehn Staffeln gedreht und es wurden dabei alle Erwartungen übertroffen, die ich je hatte […] Ich befinde mich also an einem Punkt, an dem ich etwas tue, das mir wirklich Spaß macht. Ich bleibe Hot Ones also so lange treu, wie die Fans es zulassen.“
Aufgrund seines Erfolges war Evans unter anderem bei Good Morning America, in der Tonight Show Starring Jimmy Fallon, bei Jimmy Kimmel Live! und in der Late Show with Stephen Colbert zu sehen.
Im Dezember 2024 wurde First We Feast, die Produktionsfirma hinter Hot Ones, von BuzzFeed für 82,5 Millionen US-Dollar an eine Investorengruppe verkauft, zu der Evans, Schonberger, Mythical Entertainment, Crooked Media und Soros Fund Management gehörten.